# Kožich (rozhledna)
Rozhledna Kožich se nachází přibližně 60 metrů od stejnojmenné kóty 584 m n. m., 900 metrů severovýchodně od obce Řenče, část Libákovice v okrese Plzeň-jih. Telekomunikační věž mobilního operátora, jejíž součástí je tato rozhledna, byla vystavěna v roce 2007. Vyhlídková plošina ve výšce 24 metrů byla zpřístupněna veřejnosti v roce 2008.

## Historie
Na nedalekém vrcholu Kožich s vrcholovou skalkou byl již roku 1865 zřízen zeměměřičský bod s přibližně 4 metry vysokým dřevěným jehlanem nad ním, pro umístění měřících přístrojů. Tato stavba časem zanikla a roku 1934 byla nahrazena složitější opět dřevěnou jehlanovitou konstrukcí. Ta disponovala dvěma plošinami a černo-bíle pruhovanou špicí. I tato stavba však postupem času zanikla. Po roce 1968 využívala okolí vrcholu armáda k rozmístění odpalovacích ramp. Současná stavba telekomunikační věže byla umístěna již mimo vlastní vrchol (cca 60 metrů severovýchodně). Zeměměřičský trigonometrický bod zřízený na vrcholu roku 1934 je zde zachován i nadále. Vyhlídková plošina rozhledny byla v roce 2012 doplněna panoramatickými fotografiemi s popisy viditelných cílů.

## Popis
Konstrukce rozhledny je příhradová z ocelových kruhových profilů. Přístup na vyhlídkovou plošinu je umožněn po středovém ocelovém kruhovém schodišti.

## Přístup
Přístup k rozhledně je po cestě z nedalekých Libákovic (při zvýšené opatrnosti dostupné i automobilem). Po stejné cestě vede i okružní naučná stezka Čertovo břemeno z Letin.